# Campeonato Italiano de Rugby 1995-96
El Campeonato de Rugby de Italia de 1995-96 fue la sexagésimo sexta edición de la primera división del rugby de Italia.

## Sistema de disputa
El torneo se desarrolló en dos etapas, una fase regular en la cual los equipos disputaron encuentros en condición de local y de visitante frente a cada uno de sus rivales.
Luego se disputó una etapa de eliminación directa, en la cual los primeros ocho equipos de la fase regular clasifican a la postemporada, mientras que el campeón y subcampeón de la Serie B clasifica ocupando el lugar restante.
Los últimos dos equipos descienden a la Serie B.

## Desarrollo
- Tabla de posiciones:[1]

| Pos. | Equipo             | Encuentros | Encuentros | Encuentros | Encuentros | Tantos | Tantos | Tantos | Puntos |
| Pos. | Equipo             | PJ         | PG         | PE         | PP         | F      | C      | Dif    | Puntos |
| ---- | ------------------ | ---------- | ---------- | ---------- | ---------- | ------ | ------ | ------ | ------ |
| 1.º  | Benetton Treviso   | 22         | 20         | 0          | 2          | 937    | 347    | +590   | 40     |
| 2.º  | Milan              | 22         | 20         | 0          | 2          | 932    | 354    | +578   | 40     |
| 3.º  | Amatori Catania    | 22         | 11         | 1          | 10         | 447    | 558    | -111   | 23     |
| 4.º  | L'Aquila Rugby     | 22         | 11         | 1          | 10         | 511    | 514    | -3     | 23     |
| 5.º  | San Donà           | 22         | 11         | 0          | 11         | 471    | 470    | +1     | 22     |
| 6.º  | Petrarca Padova    | 22         | 10         | 0          | 12         | 402    | 422    | -20    | 20     |
| 7.º  | Rugby Roma Olimpic | 22         | 10         | 0          | 12         | 475    | 585    | -110   | 20     |
| 8.º  | Rugby Rovigo       | 22         | 9          | 1          | 12         | 503    | 488    | +15    | 19     |
| 9.º  | Rugby Calvisano    | 22         | 9          | 0          | 13         | 414    | 492    | -78    | 18     |
| 10.º | Livorno            | 22         | 7          | 1          | 14         | 443    | 778    | -305   | 15     |
| 11.º | Mirano             | 22         | 6          | 0          | 16         | 345    | 652    | -307   | 12     |
| 12.º | Piacenza           | 22         | 6          | 0          | 16         | 311    | 561    | -250   | 11     |

|  | Clasificado a postemporada. |
|  | Descendido a la Serie B.    |

### Pre-clasificación
| Equipo 1           | Equipo 2   | Resultado |
| ------------------ | ---------- | --------- |
| Rugby Roma Olimpic | Bologna    | 46-22     |
| Rugby Rovigo       | Colleferro | 38-3      |

### Cuartos de final
| Equipo 1         | Equipo 2           | Ida   | Vuelta |
| ---------------- | ------------------ | ----- | ------ |
| Milan            | Rugby Roma Olimpic | 110-0 | 50-15  |
| Petrarca Padova  | Amatori Catania    | 20-16 | 12-6   |
| San Donà         | L'Aquila Rugby     | 26-22 | 30-29  |
| Benetton Treviso | Rugby Rovigo       | 16-18 | 32-16  |

### Semifinales
| Equipo 1         | Equipo 2        | Ida   | Vuelta |
| ---------------- | --------------- | ----- | ------ |
| Milan            | Petrarca Padova | 35-18 | 38-26  |
| Benetton Treviso | San Donà        | 39-7  | 24-6   |

### Final
| 19 de mayo de 1996 | Milan | 23 - 17 | Benetton Treviso |  |  |

| Bandera de Italia    |
| Campeón Milan        |
| Décimo octavo título |